# Prva keltiberska vojna
Prva keltiberska vojna (181–179 pr. n. št.) je bil prvi od treh velikih uporov Keltibercev proti rimski prisotnosti v Hispaniji. Drugi dve sta bili druga keltiberska vojna (154–151 pr. n. št.) in numantinska vojna (143–133 pr. n. št.). Hispanija je bilo ime, ki so ga Rimljani dali Iberskemu polotoku. Polotok so naseljevale različne etnične skupine in številna plemena. Keltiberci so bili konfederacija petih plemen, ki so živela na velikem območju vzhodne osrednje Hispanije, zahodno od Hispanije Citerior (Prednja Hispanija). Vzhodni del njihovega ozemlja je delil del meje te rimske province. Keltiberska plemena so bili Pellendoni, Arevaci, Lusoni, Titti in Belli.
Rimljani so prevzeli ozemlja Kartažanov v južni Hispaniji, ko so jih premagali v bitki pri Ilipi leta 206 pr. n. št. med drugo punsko vojno (218–201 pr. n. št.). Po vojni so ostali in leta 197 pr. n. št. so ustanovili dve rimski koloniji: Hispania Citerior (Bližnja Španija) vzdolž večine vzhodne obale, območje, ki približno ustreza sodobnim avtonomnim skupnostim Aragonije, Katalonije in Valencije ter Hispania Ulterior (Zadnja Hispanija) na jugu, ki približno ustreza sodobni Andaluziji. V večini let je bilo v obdobju 98 let, do konca prve keltiberske vojne leta 179 pr. n. št., številnih uporov številnih plemen Hispanije, vključno s plemeni znotraj in zunaj rimskega ozemlja. Za podrobnosti o teh uporih glejte članek Rimsko osvajanje Iberskega polotoka.

## Potek prve keltiberske vojne (181–179 pr. n. št.)
Leta 181 pr. n. št. je bilo poveljstvo pretorjev iz prejšnjega leta, Publija Manlija (ki je bil Katov namestnik leta 195 pr. n. št.) in Kvinta Fulvija Flaka, podaljšano. Dodeljena sta bila Hispaniji Ulterior oziroma Citerior. Prejela sta okrepitve v višini 3.000 rimskih in 6.000 zavezniške pehote in 200 rimske ter 300 zavezniške konjenice. V Hispaniji Citerior je izbruhnila resna vojna. Keltiberci so zbrali 35.000 mož. Livij je zapisal: »komaj kdaj prej niso zbrali tako velike sile«. Kvint Fulvij Flak je zbral toliko pomožnih čet od prijateljskih plemen, kolikor je le mogel, vendar je bilo njegovo število manjše. Odšel je v Carpetanijo (v osrednji Hispaniji), zavzel mesto Aebura (Talavera de la Reina, v zahodnem delu province Toledo; bilo je na robu ozemlja plemena Vettonov). Kvint Fulvij je nato korakal skozi Carpetanio in odšel v Contrebio (Contrebia Belaisca blizu Botorrite, v provinci Zaragoza). Meščani so poslali po keltibersko pomoč, vendar so jih zadržale poplave. Pretor je zavzel mesto in močno deževje ga je prisililo, da je svojo vojsko odpeljal v mesto. Po poplavah so prispeli Keltiberci, niso videli rimskega tabora in so bili presenečeni, ko je rimska vojska prišla iz mesta. Izgubili so 12.000 mož, 5000 mož in 400 konj pa je bilo ujetih. Kvint Fulvij je nato korakal skozi keltibersko ozemlje, opustošil podeželje in zavzel številne utrdbe, dokler se Keltiberci niso predali. V Hispaniji Ulterior se je pretor Publij Manlij uspešno boril proti Luzitancem.
Leta 180 pr. n. št. sta bila pretorja Tiberij Sempronij Grakh in Lucij Postumij Albin dodeljena Hispaniji Citerior oziroma Ulterior. Glasniki so prinesli novice o keltiberski predaji in zahtevali, da se Kvintu Fulviju Flaku dovoli vrnitev vojske. Livij je zapisal, da je bilo to nujno, ker so bili vojaki odločeni, da se vrnejo domov, in zdelo se je nemogoče, da bi jih dlje zadržali v Hispaniji. Možna je bila tudi vstaja. Tiberij Grakh je temu nasprotoval, ker ni želel izgubiti veteranov in imeti vojske neizkušenih in nediscipliniranih rekrutov. Dosežen je bil kompromis. Grakhu je bilo ukazano, naj zbere dve legiji (vsaka po 5.200 pešakov, vendar le skupno 400 konjenikov namesto običajnih 600) in dodatnih 1.000 pešakov, 50 konjenikov ter 7.000 latinskih pešakov in 300 konjenikov (skupno 18.400 pešakov in 750 konjenikov).
Flaku je bilo dovoljeno, da domov pripelje veterane, ki so bili poslani v Hispanijo pred letom 186 pr. n. št., medtem ko so morali tisti, ki so prispeli po tem datumu, ostati. Lahko je pripeljal več kot 14.000 pešakov in 600 konjenikov. Ker je njegov naslednik zamujal, je Flak začel tretjo kampanjo proti Keltibercem, ki se niso predali in pustošil bolj oddaljeni del Keltiberije. To jih je spodbudilo, da so na skrivaj zbrali vojsko. Načrtovali so napad na Manlijev prelaz, skozi katerega bi morali Rimljani preiti. Vendar mu je bilo ukazano, naj svojo vojsko pripelje v Tarraco (Tarragona), kjer naj bi Tiberij Grakh razpustil staro vojsko in vključil nove čete. Grakh naj bi kmalu prispel. Flak je moral opustiti svojo kampanjo in se umakniti iz Keltiberije. Keltiberci so mislili, da beži, ker je izvedel za njihov upor in so nadaljevali s pripravo pasti na Manlijevem prelazu. Ko so Rimljani vstopili v prelaz, so bili napadeni z obeh strani. Kvint Fulvij je zmagal v težki bitki. Keltiberci so izgubili 17.000 mož; 4.000 mož in 600 konj je bilo ujetih; umrlo je 472 Rimljanov, 1.019 latinskih zaveznikov in 3.000 domačih pomožnih enot. Flak je naslednji dan odšel v Tarraco. Tiberij Sempronij Grakh je pristal dva dni prej. Oba poveljnika sta izbrala vojake, ki naj bi bili odpuščeni in tiste, ki naj bi ostali. Flak se je vrnil v Rim s svojimi veterani, Grakh pa je odšel v Keltiberijo.
Leta 179 pr. n. št. sta Tiberij Sempronij Grakh in Lucij Postumij Albin podaljšala svoji poveljstvi. Okrepili so ju s 3.000 rimskimi in 5.000 latinske pehote in 300 Rimljanov ter 400 latinske konjenice. Načrtovali so skupno operacijo. Lucij Postumij Albin, čigar provinca je bila mirna, naj bi se odpravil proti Vakejem preko Luzitanije in se obrnil proti Keltiberiji, če bi tam prišlo do večje vojne. Tiberij Grakh naj bi se odpravil v najbolj oddaljen del Keltiberije. Najprej je v nepričakovanem nočnem napadu zavzel mesto Munda. Vzel je talce, pustil garnizijo in požigal podeželje, dokler ni dosegel močnega mesta, ki so ga Keltiberci imenovali Certima. Ko so se Keltiberci odločili, da mu ne bodo priskočili na pomoč, se je mesto predalo. Naložili so jim odškodnino in morali so dati 40 mladih plemičev, da so služili v rimski vojski kot znak zvestobe.
Tiberij Grakh se je premaknil v Alce, kjer je bil keltiberski tabor. Zmagal je v bitki in sovražnik je izgubil 9.000 mož, 320 mož in 112 konj je bilo ujetih; padlo je 109 Rimljanov. Grakh je nato nadaljeval pohod v Keltiberijo, ki jo je oplenil. Plemena so se podredila. V nekaj dneh se je predalo 103 mest. Nato se je vrnil v Alce in začel oblegati mesto. Mesto se je predalo in zajetih je bilo veliko plemičev, vključno z dvema sinovoma in hčerko Thurruja, keltiberskega poglavarja in po Liviju, daleč najmočnejšega moža v Hispaniji. Thurru je prosil za varno pot, da bi obiskal Tiberija Grakha. Vprašal ga je ali bo njemu in njegovi družini dovoljeno živeti. Ko je Grakh odgovoril pritrdilno, je vprašal ali mu je dovoljeno služiti z Rimljani. Tudi to mu je dovolil. Od takrat naprej je Thurru sledil in pomagal Rimljanom na mnogih mestih.
Tiberij Grakh je ustanovil kolonijo (naselje) Gracchurris ([[Alfaro, v La Rioji, severna Hispanija) v zgornji dolini Ebra. To je pomenilo začetek rimskega vpliva v severni Hispaniji. Mislilo se je, da je to edina kolonija, ki jo je ustanovil. Vendar pa je bila v petdesetih letih prejšnjega stoletja blizu Mangibarja, na bregovih reke Baetis (Guadalquivir), najdena inskripcija, ki potrjuje, da je ustanovil še eno. To je bil Iliturgi, rudarsko mesto in obmejna postojanka. Zato je Grakh ustanovil kolonijo zunaj svoje province. Sklenil je pogodbe z okoliškimi plemeni. Apijan je zapisal, da so si njegove 'pogodbe želeli v kasnejših vojnah'. Za razliko od prejšnjih pretorjev si je vzel čas za pogajanja in gojenje osebnih odnosov s plemenskimi voditelji. To je spominjalo na prijateljske odnose, ki jih je vzpostavil Scipio Africanus med drugo punsko vojno. Grakh je uvedel vicensimo, rekvizicijo 5% žetve žita, obliko davka, ki je bila učinkovitejša in manj ranljiva za zlorabe kot običajna rimska praksa oddajanja pobiranja davkov zasebnim 'davčnim pobiralcem'. Silva ugotavlja, da je to prva omemba reguliranega pobiranja prihodkov. Njegove pogodbe so določale, da morajo zavezniki Rimljanom zagotoviti pomožne čete. Določale so tudi, da lahko domačini utrdijo obstoječa mesta, vendar ne smejo ustanavljati novih. Obstajajo nekateri dokazi, da je uvedel civilne upravne ukrepe, takšne, kot je izdaja pravic za rudarjenje za kovanje kovancev in gradnjo cest. Tiberij Grakh je bil znan po svojih pogodbah in administrativnih ureditvah, ki so pomagale ohranjati mir v Hispaniji naslednjih četrt stoletja.